# Шумен рок фест
Шумен рок фест е рок фестивал в град Шумен, който стартира през 2017 г. Той се провежда в парк „Студентски“.
Фестивалът е създаден от група рок-ентусиасти и музиканти, които се обединяват в Сдружение „Рок общество“ и си поставят амбициозни задачи, включително организацията на мащабен фестивал. Фестивалът представя лицето на българския рок и поставя акцент върху авторската музика. Община Шумен включва събитието в своя културен календар. Шумен рок фест се превръща в най-мащабният в България фестивал за българска рок-продукция. В него участват и групи от съседните страни на Балканите, което го превръща в международен.
Организаторите си поставят за цел да превърнат събитието в общоградски празник, като предвиждат забавления за рок-феновете от всички възрасти. Идеята е фестивалът да бъде достъпен за всеки почитател на музиката, като предлагат изключително ниски цени на билетите за двата фестивални дни.

## Години

### 2017
През 2017 г. фестивалът се провежда на 16–17 юни, на паркинга пред Информационния център на Паметник „Създатели на българската държава“. В програмата за участие са записани 14 групи, от които пет шуменски и една от Сърбия. Първата вечер свирят Militia, Ignore the Hate, Хадес, Chaplin’s Dream, Sun Of The Moon и Lost Sensation. На следващата вечер участие взимат Blue Traffic, I‘Ll Pasaro, Gang Band, Out оf Turn, Forgot тhe Ten, Sevi и Pero Defformero.

### 2018
През 2018 г. фестивалът се провежда на 15–16 юни, на паркинга пред Информационния център на Паметник „Създатели на българската държава“. Съобщено е че участват 17 групи. От чужбина са Хедлайнер (от немската група Bonfire), BandX (Сърбия), M.A.C.K.S (Румъния). Останалите участници са български групи, това са шуменските – Forgot The Ten, Ignore the hate, The lefties и Спри ма, както и Епизод, Claymore, Odd Crew, Арсеник, Boomerang, Ер Голям, Sevi, I.R.B. 69, Blues Traffik.

### 2019
През 2019 г. фестивалът се провежда на 14, 15 и 16 юни в парк „Студентски“. В програмата за участие са записани 15 групи, сред които Черно фередже, Lost Sensation, Urban Gray, Бараби Блус Бенд, Спри ма, Стенли, Day Of Execution, Fat White Chefs, Dark Blue Inc., Saint'N'Sinner. Предвидено е концертите да бъдат с около 5 часа продължителност.